# 首选IUPAC名称
在化学命名法中，首选IUPAC名称、优先IUPAC名称或优选IUPAC名称（英語：preferred IUPAC name，缩写PIN）是分配给化学物质的唯一名称，并且在IUPAC命名法生成的所有可能名称中优先选择。“首选IUPAC命名法”提供了一套规则，用于在需要确定唯一名称的情况下在多种可能性中进行选择。它旨在用于法律和监管场合。
首选IUPAC名称仅适用于有机化合物，IUPAC（国际纯粹与应用化学联合会）对有机化合物的定义是：含有至少一个碳原子但不含碱金属、碱土金属或过渡金属的化合物，可以用有机化合物的命名法命名（见下文）。其余有机和无机化合物的规则仍在制定中。PIN 的概念在《有机化学命名法：IUPAC建议和首选名称2013年》（Nomenclature of Organic Chemistry: IUPAC Recommendations and Preferred Names 2013，可免费访问）的引言章节和第5章中定义。该指南取代了之前的两份出版物：1979年出版的《有机化学命名法》（蓝皮书）和《IUPAC有机化合物命名指南，建议1993年》（A Guide to IUPAC Nomenclature of Organic Compounds, Recommendations 1993）。PIN建议的完整草案版本《有机化合物命名法中的首选名称》（Preferred names in the nomenclature of organic compounds），2004年10月7日该草案也已发布。

## 定义
首选IUPAC名称或PIN是在两个或多个IUPAC名称中优先使用的名称。IUPAC名称是符合推荐的IUPAC规则的系统名称。IUPAC名称包括保留名称。通用IUPAC名称（general IUPAC name）是任何非“首选IUPAC名称”的IUPAC名称。保留名称是可以在IUPAC命名法中使用的传统名称或经常使用的名称，通常是琐碎名称。
由于系统名称通常难以被人类识别，PIN可能是一个保留名称。“PIN”和“保留名称”都必须明确选择（并由IUPAC确定），这与其他IUPAC名称不同，后者是根据IUPAC命名规则自动生成的。因此，PIN有时是保留名称，例如：苯酚（phenol）和乙酸（acetic acid），而不是苯酚（benzenol）和乙酸（ethanoic acid）；而在其他情况下，系统名称的选择往往是非常常见的保留名称，例如：丙-2-酮（propan-2-one），而不是丙酮（acetone）。
预选名称（preselected name）是从两个或多个不含碳的母体氢化物或其他母体结构（无机母体）名称中选取的优选名称。“预选名称”在有机化合物命名法中用作有机衍生物PIN的基础。对于本身不含碳的有机化合物衍生物，需要使用它们。在无机化学命名法中，预先选定的名称不一定是PIN。

## 基本原则
国际纯粹与应用化学联合会 (IUPAC) 制定的化学命名体系传统上致力于确保化学名称的明确性，即一个名称只能指代一种物质。但是，一种物质可以有多个可接受的名称，例如甲苯，也可以正确地命名为“甲基苯”（methylbenzene）或“苯基甲烷”（phenylmethane）。一些替代名称仍可作为“保留名称”用于更一般的上下文。例如，即使首选IUPAC名称是“oxolane”（氧杂环戊烷），但四氢呋喃（tetrahydrofuran）仍然是常见有机溶剂的明确且可接受的名称。
命名规则如下：
- 将使用预先选定的名称
- 取代命名法（母体结构中的氢原子的替换）使用最为广泛，例如“乙氧基乙烷”（ethoxyethane）代替乙醚（diethyl ether），“四氯甲烷”（tetrachloromethane）代替四氯化碳（carbon tetrachloride）。
- 其次优先采用官能分类命名法（也称为放射性官能基命名法）。对于酸酐、酯、酰卤、拟卤化物以及盐，此方法优先于取代基命名法。
- 骨架置换（“a”，以其后缀命名），如果既适用又在链中发现杂原子，则优先于取代。如果既适用但链中未发现杂原子，则优先于乘法命名。例如：3-磷杂-2,5,7-三硅杂辛烷（3-phospha-2,5,7-trisilaoctane）是指CH
3–SiH
2–PH–CH
2–SiH
2–CH
2–SiH
2–CH
3。
  - 骨架置换主要用其他原子取代碳原子，或者在蕃命名法的情况下，用整个“超原子”环取代碳原子。它还包括更复杂的置换，例如非标准键合氢化物——拉姆达（λ、lambda）惯例约定（英语：IUPAC nomenclature of organic chemistry 2005）。
- 如果可以，乘法命名法应优于简单替代命名法。乘法命名法是指在数字（例如 4'）后加撇号；它允许将多个主要特征组或化合物类别放在一起处理。例如：4,4′-硫烷二基二苯甲酸（4,4′-sulfanediyldibenzoic）是指(COOH–C
6H
4)
2S。

以下情况可用，但没有特别优先考虑：
- 可以使用连接命名法，但应优先使用替代命名法、乘法命名法或骨架命名法。例如：苯-1,3,5-三乙酸（benzene-1,3,5-triacetic acid）应命名为2,2′,2′′-(苯-1,3,5-三基)三乙酸（2,2′,2′′-(benzene-1,3,5-triyl)triacetic acid）。
- 加法和减法运算与一般情况一样可用。例如，人们会将双键的“ane”改为“ene”。加法运算通常具有源自上述规则的更好名称，例如苯基环氧乙烷（phenyloxirane）代表氧化苯乙烯（styrene oxide）。

## 保留名称
虽然对于一般命名法来说，保留的名称数量较大，但简单有机化合物，例如：蚁酸（formic acid）和醋酸（acetic acid）的非系统性、琐碎名称（俗名）的数量在IUPAC首选名称中已大大减少。简单单糖（Monosaccharide）、α-氨基酸和许多天然产物的传统名称已保留为IUPAC首选名称；在这些情况下，系统名称可能非常复杂并且实际上从未使用过。水（water）本身的名称就是一个保留的IUPAC名称。

## 有机化合物命名法的范围
在IUPAC命名法中，所有含有碳原子的化合物都被视为有机化合物。有机命名法仅适用于含有13至17族元素的有机化合物。1至12族的有机金属化合物不属于有机命名法的范畴。

## 脚注和参考文献
1. ↑  , International Union of Pure and Applied Chemistry,   [2017-08-12], （原始内容存档于2022-06-22）.
2. ↑  . Cambridge: The Royal Society of Chemistry. 2014. ISBN 978-0-85404-182-4. doi:10.1039/9781849733069-FP001.
3. ↑  Hartshorn, R. M.; Hellwich, K.-H.; Yerin, A.; Damhus, T.; Hutton, A. T.  (PDF). Pure and Applied Chemistry. 2015, 87 (9–10): 1039–1049  [20 February 2019]. S2CID 100897636. doi:10.1515/pac-2014-0718. hdl:10092/12053 .
4. ↑  Favre, Henri A.; Powell, Warren H. . The Royal Society of Chemistry. 2014  [2025-07-26]. ISBN 978-1-84973-306-9. doi:10.1039/9781849733069. （原始内容存档于2025-06-21）.
5. ↑  IUPAC Provisional Recommendations 2004 CONTENTS （页面存档备份，存于）
6. ↑  IUPAC Provisional Recommendations 2004 Complete draft version （页面存档备份，存于）
7. 1 2  IUPAC Provisional Recommendations 2004, par. 10–12, Chapter 1 （页面存档备份，存于）
8. ↑  IUPAC Provisional Recommendations 2004, Rule P-53.2.2, Chapter5 （页面存档备份，存于）
9. 1 2  IUPAC Provisional Recommendations 2004, P-51, Chap P-5
10. ↑  IUPAC Provisional Recommendations 2004, P-69.0 Organometallic compounds

## 更多阅读
- Wisniewski, Janusz Leon. . . 5 May 2008: 51–79. ISBN 978-3-527-30680-0. doi:10.1002/9783527618279.ch4.——关于为什么需要首选名称的背景（“系统”的多种方言，例如化学文摘社和拜耳斯坦数据库）